# Wazlaw Wazlawowitsch Worowski

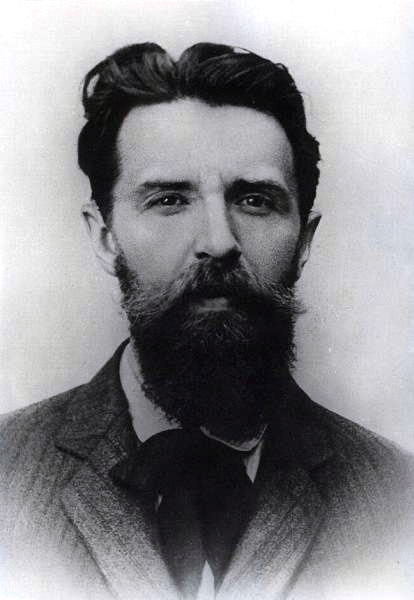
Wazlaw Worowski

Wazlaw Wazlawowitsch Worowski (russisch Вацлав Вацлавович Воровский; * 15. Oktoberjul. / 27. Oktober 1871greg. in Moskau; † 10. Mai 1923 in Lausanne) war ein sowjetischer Botschafter. Er starb als Mordopfer in der sogenannten Conradi-Affäre.

## Leben
Wazlaw Worowski entstammte einer Familie mit polnischem Migrationshintergrund und erhielt seine Ausbildung in Kreisen der lutherischen Kirche. Bereits während seinen Jugendjahren schrieb er zarenfeindliche Gedichte. Von 1890 bis 1891 studierte er in Moskau Physik sowie Mathematik und sprach sich bei Studentenversammlungen gegen das Regime des Zaren aus.
1897 wurde er verhaftet und in das Gouvernement Wjatka verbannt, von wo er nach Genf flüchtete. Von dort an war er auf Seiten der Bolschewiki aktiv und veröffentlichte Artikel in der Zeitung Iskra. 1903 reiste er nach Odessa und traf sich konspirativ mit den dortigen Bolschewiken und polnischen Linken. 1905 reiste er nach Sankt Petersburg und veröffentlichte Artikel in bolschewistischen Zeitungen. Im Hintergrund erwarb er Waffen für die Bolschewiken, um die revolutionären Kreise zu stärken. 1906 nahm er am vierten Parteitag der sozialdemokratischen Arbeiterpartei Russlands in Stockholm teil und lebte anschließend in Moskau. Von 1915 bis 1916 war er in Sankt Petersburg bei den Siemens-Schuckertwerken beschäftigt und schrieb nebenbei Literaturkritiken, die er unter den Pseudonymen Faun und Ignorant veröffentlichte.
1917 leitete Worowski zusammen mit Jakub Ganezki und Karl Radek die Auslandsvertretung der Sozialdemokratischen Arbeiterpartei Russlands in Stockholm, wo er mit Heinrich Bockelmann die Abwicklung der Finanzierung der Oktoberrevolution organisierte. So verfügte der nach der Revolution als Notenbankchef und stellvertretender Finanzminister des amtierenden Ganezki auch nach der Verstaatlichung von multinationalen Unternehmen noch über genügend Devisen, dies zu einem Zeitpunkt als die Regierungen der Entente ein Embargo gegen das von den Sowjets regierte Russland verhängten.
Als die Sowjets als Regierung anerkannt wurden, war er 1919 kurzzeitig deren Botschafter in Skandinavien. Nachdem Worowski aus Stockholm abgereist war, konfiszierten die schwedischen Behörden 10 Millionen schwedische Kronen auf Konten von sowjetischen Unternehmen, für die er zeichnungsberechtigt war und nahezu 1,8 Millionen Kronen auf persönlichen Konten von Worowski bei schwedischen Banken. Daneben fungierte er unter verschiedenen Namen als Strohmann für den Außenhandel der geächteten Sowjets. Ab 1919 war er in Sowjetrussland, wo er als einer der Initiatoren bei der Verfolgung der russisch-orthodoxen Kirche hervorstach. Während dieser Zeit leitete er den sowjetischen Verlag Gosisdat.
1922 nahm er an den Verhandlungen zum Vertrag von Rapallo in Genua teil und 1923 war er Mitglied der sowjetischen Beobachterdelegation bei den Verhandlungen zum Vertrag von Lausanne. Am 10. Mai 1923 schoss ein antikommunistisches Mitglied einer in Russland geschädigten Auslandschweizer-Familie mit Namen Moritz Conradi (* 10. Juni 1896 in Sankt Petersburg; † 1947 in Chur) im Restaurant des Lausanner Hotels Cecile anlässlich eines Nachtessens auf die sowjetische Delegation. Bei diesem Attentat wurden die Sowjetrussen Jan Arens und der Sekretär Maxim Diwilkowski verletzt und Worowski getötet. Die Tat wurde als Conradi-Affäre bekannt. In Lausanne wurde in der Chapelle de Montoie eine Abdankung abgehalten. Worowski wurde in der Nekropole an der Kremlmauer (Gemeinschaftsgrab Nr. 7) bestattet.
Moritz Conradi und Arkadi Polunin wurden von den Schweizer Behörden verhaftet und anlässlich des Prozesses mit dem Namen Conradi-Affäre vom rechtsgerichteten Advokaten Théodore Aubert verteidigt und am 16. November 1923 freigesprochen. Dieser Freispruch belastete die Beziehungen der Schweiz zur Sowjetunion erheblich lange und führte immer wieder zu diplomatischen Unstimmigkeiten.

## Darstellung Worowskis in der bildenden Kunst
- Franz Edwin Gehrig-Targis: Worowski zu Ehren (Tafelbild, Öl, 1923; im Bestand der Berliner Nationalgalerie)

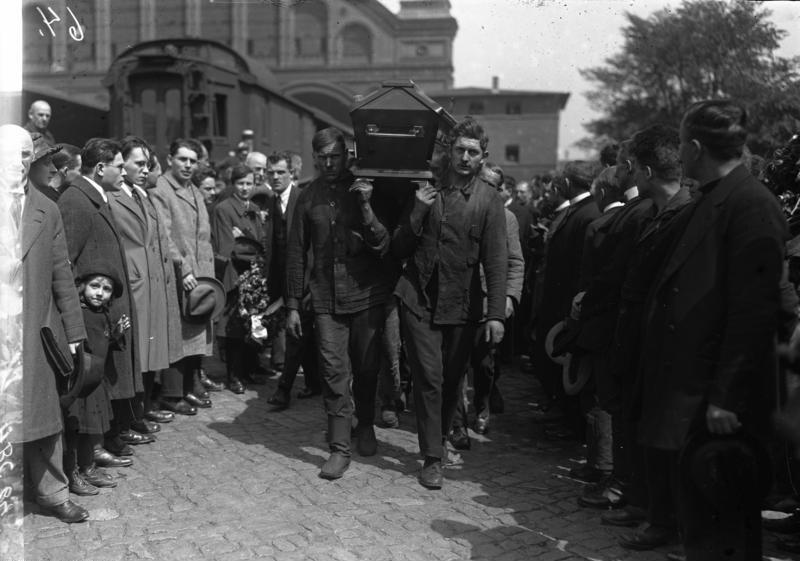
Überführung von Worowskis Leichnam nach Moskau. Berliner Arbeiter tragen den Sarg zum Leichenwagen.